# Ivan Rogić Nehajev
Ivan Rogić ili Ivan Rogić Nehajev (Lukovo kod Senja, 8. kolovoza 1943.), hrvatski je sociolog i književnik.
U Beogradu 1967. završava studij psihologije, a studij književnosti i sociologije u Zagrebu 1971., gdje 1986. doktorira sociologiju, a od 1989. predavao je na Arhitektonskom fakultetu u Zagrebu dok je od 2007. zaposle na Institutu Ivo Pilar. U razdoblju od 1992. do 1994. surađivao je s časopisom Kolo.

## Književni rad
Pod imenom Ivan Rogić Nehajev izdaje razne zbirke pjesama i ostale književne tekstove. U Rijeci 1971. radi u časopisu za kulturna pitanja Kamov, a 1969. bio je jedan od pokretača časopisa Pitanja u Zagrebu. U njegovim radovima može se vidjeti utjecaj velikih hrvatskih književnika (Kranjčević, Polić Kamov, Šimić, Krleža) te postmodernistički stil.
Popis nekih djela:
- Predgovor, 1969. - zbirka pjesama
- Odlazak s Patmosa, 1971. - zbirka pjesama
- Ogledi i pabirci, 1988. - eseji
- Tko je Zagreb?, 1997. - eseji
- Desetica: izabrane pjesme 1969‒2014., 2016.

## Sociološki rad
Ime Ivan Rogić se javlja uz djela koje je pisao iz sociologije u kojima se ponajprije bavi sociologijom grada, okoliša i razvoja.
- Stanovati i biti: rasprave iz sociologije obrazovanja, 1990.
- Periferijski puls u srcu od grada: zamke revitalizacije, 1992.
- Tehnika i samostalnost: okvir za sliku treće hrvatske modernizacije, 2000.

## Nagrade i priznanja
- Državna nagrada za znanost, 1997.[4]
- Red Danice hrvatske s likom Marka Marulića, 1998.[5]
- Goranov vijenac, 2005
- Povelja Visoka žuta žita, za sveukupni književni opus i trajni doprinos hrvatskoj književnosti - 25. Pjesnički susreti Drenovci 2014.
- Nagrada Vladimir Nazor za književnost za životno djelo, 2022.